# Stazione di Borgo a Buggiano
La stazione di Borgo a Buggiano è una stazione ferroviaria della cittadina di Borgo a Buggiano, in provincia di Pistoia, ubicato sulla Ferrovia Firenze-Lucca.

## Storia
La stazione venne aperta il 1º luglio 1853 con l'apertura del tratto Pescia-Montecatini.
Dal 1907 al 1938 nelle adiacenze della stazione era presente una fermata della linea tranviaria Lucca-Monsummano, che svolgeva servizio passeggeri e merci.
Nel 1981 la stazione cessò di effettuare il servizio merci e l'area dello scalo merci venne smantellata.
Nel dicembre del 2005 la linea in cui si trova la stazione ha avviato il progetto Memorario. Il numero dei treni che fermavano in stazione è aumentato del 43%. Il comune di Buggiano ha approfittato dell'incremento dei treni per intraprendere una vera e propria riqualificazione dell'area circostante alla stazione.
Dopo una fase di informazione dell'attivazione del nuovo servizio, il Comune ha ottenuto in comodato d'uso i locali della stazione, lo scalo merci, e parte del giardinetto. All'interno del fabbricato viaggiatori è stata trasferita la sede locale della Croce Rossa Italiana. Inizialmente si è pensato di trasferirci anche la sede della Polizia Municipale, come fu poi fatto. L'area dell'ex scalo merci è stata convertita a parcheggio di interscambio (è stato lasciato un vecchio respingente per testimoniare la passata funzione di quell'area) mentre l'area verde è stata riqualificata e ampliata ed è diventato un parco comunale.
Nonostante il doppio senso di marcia, il traffico nei pressi della stazione resta fluido sia per i pedoni che per le auto e ciò ha permesso il passaggio degli autobus che si attestano nel parcheggio cosicché è divenuta possibile una completa integrazione gomma-ferro; inoltre l'Amministrazione Comunale ha deciso che tutte le attività scolastiche ed il trasporto dei bambini avverranno via treno. Infine è stato avviato un progetto di promozione territoriale con specifico materiale e lo slogan: Prendi il treno, visita Buggiano!
A seguito della delibera n. 859, del 1º ottobre 2012, promossa dalla Giunta regionale toscana, che prevede la sospensione di 27 corse giornaliere nella tratta Firenze-Viareggio che coinvolgono anche la stazione di questo piccolo ma nevralgico centro, si è attivato un comitato civico denominato "Salviamo la stazione di Buggiano", comitato popolare apolitico che in collaborazione con analoghi comitati della Valdinievole e della Piana lucchese si batte affinché questa e altre stazioni della stessa linea ferroviaria (Serravalle Pistoiese, Montecarlo-S. Salvatore, Porcari, Tassignano-Capannori, Nozzano, Massarosa) non vengano completamente soppresse, creando notevole disagio ai pendolari e in generale ai viaggiatori nelle due direttrici, Pistoia-Prato-Firenze e Lucca-Viareggio-Pisa.

## Struttura e impianti
La gestione degli impianti è affidata a Rete Ferroviaria Italiana.
Il fabbricato viaggiatori, di forma rettangolare, si compone di due livelli ma soltanto il piano terra è aperto al pubblico. L'edificio è in muratura.
La stazione disponeva di uno scalo merci con annesso magazzino merci: nel 2010 lo scalo è stato dismesso mentre il magazzino è stato convertito a deposito. L'architettura del magazzino è molto simile a quella delle altre stazioni ferroviarie italiane ed è rettangolare.
Il piazzale è composto da due binari dedicati al servizio passeggeri e un tronchino, che passa sotto il piano caricatore del magazzino merci, non più utilizzato. Il primo binario è di corsa mentre il secondo viene usato per le eventuali precedenze fra i treni. La stazione disponeva anche di un terzo binario, smantellato nel 2010 e situato tra il primo ed il secondo. Entrambi i binari sono dotati di banchina e collegati fra loro tramite attraversamento a raso.

## Movimento
Il servizio passeggeri è svolto in esclusiva da parte di Trenitalia (controllata del gruppo Ferrovie dello Stato) per conto della Regione Toscana.
I treni sono esclusivamente di tipo regionale.
In totale sono circa trentatré i treni che effettuano servizio in questa stazione.

## Servizi
La stazione dispone di:
- Fermata autobus[3]
- Biglietteria Automatica
- Parcheggio bici
- Parcheggio di scambio
- Annuncio sonoro arrivo e partenza treni